# Agapetus japonicus
Agapetus japonicus är en nattsländeart som först beskrevs av Tsuda 1942.  Agapetus japonicus ingår i släktet Agapetus och familjen stenhusnattsländor. Inga underarter finns listade i Catalogue of Life.